# Ceramica Flaminia-Bossini Docce/Saison 2009
Mannschaft und Erfolge des Team Ceramica Flaminia-Bossini Docce in der Saison 2009.

## Erfolge

### Erfolge in der UCI Europe Tour
Bei den Rennen der UCI Europe Tour im Jahr 2009 gelangen dem Team nachstehende Erfolge.
| Datum        | Rennen                             | Kat. | Fahrer           |
| ------------ | ---------------------------------- | ---- | ---------------- |
| 7. April     | 1. Etappe Circuit Cycliste Sarthe  | 2.1  | Enrico Rossi     |
| 13. April    | Ronde van Drenthe                  | 1.1  | Maurizio Biondo  |
| 22. Juli     | 1b. Etappe Brixia Tour             | 2.1  | Giampaolo Caruso |
| 25. Juli     | 4. Etappe Brixia Tour              | 2.1  | Giampaolo Caruso |
| 22.–26. Juli | Gesamtwertung Brixia Tour          | 2.1  | Giampaolo Caruso |
| 1. August    | 5. Etappe Post Danmark Rundt (EZF) | 2.HC | Maurizio Biondo  |

## Mannschaft

### Zugänge – Abgänge
| Zugänge              | Team 2008              | Abgänge            | Team 2009                       |
| -------------------- | ---------------------- | ------------------ | ------------------------------- |
| Massimiliano Gentili | Acqua & Sapone         | Umberto Nardecchia | CSF Group-Navigare              |
| Alessandro Maserati  | L.P.R. Brakes          | Gianluca Coletta   | Centri della Calzatura-Partizan |
| Diego Nosotti        | NGC Medical            | Tomasz Marczyński  | Miche                           |
| Enrico Rossi         | NGC Medical            | Davide Bonucelli   | Unbekannt                       |
| Bernardo Riccio      | Tinkoff Credit Systems | Hubert Kryś        | Unbekannt                       |
|                      |                        | Ricardo Martins    | Unbekannt                       |

### Kader
| Name                   | Geburtstag         | Nationalität |              |
| ---------------------- | ------------------ | ------------ | ------------ |
| Adriano Angeloni       | 31. Januar 1983    | Italien      |              |
| Julian Dario Atehortua | 19. Juni 1983      | Kolumbien    |              |
| Maurizio Biondo        | 15. Mai 1981       | Italien      |              |
| Giampaolo Caruso       | 15. August 1980    | Italien      |              |
| Mychajlo Chalilow      | 3. Juli 1975       | Ukraine      |              |
| Antonio D’Aniello      | 10. November 1979  | Italien      |              |
| Wolodymyr Duma         | 2. März 1972       | Ukraine      |              |
| Cristiano Fumagalli    | 28. Juli 1984      | Italien      |              |
| Massimiliano Gentili   | 16. September 1971 | Italien      |              |
| Leonardo Giordani      | 27. Mai 1977       | Italien      |              |
| Dainius Kairelis       | 25. September 1979 | Litauen      |              |
| Alessandro Maserati    | 8. September 1979  | Italien      |              |
| Diego Nosotti          | 26. Juli 1982      | Italien      |              |
| Bernardo Riccio        | 21. März 1985      | Italien      |              |
| Enrico Rossi           | 5. Mai 1982        | Italien      |              |
| Luigi Sestili          | 9. Juli 1983       | Italien      |              |
| Filippo Simeoni        | 17. August 1971    | Italien      |              |
| Stagiaires             | Stagiaires         | Nationalität | Nationalität |
| Luca Iattici           | Luca Iattici       | Italien      |              |
| Fabrizio Lucciola      | Fabrizio Lucciola  | Italien      |              |
| Mattia Pozzo           | Mattia Pozzo       | Italien      |              |